# Canal (geografia)

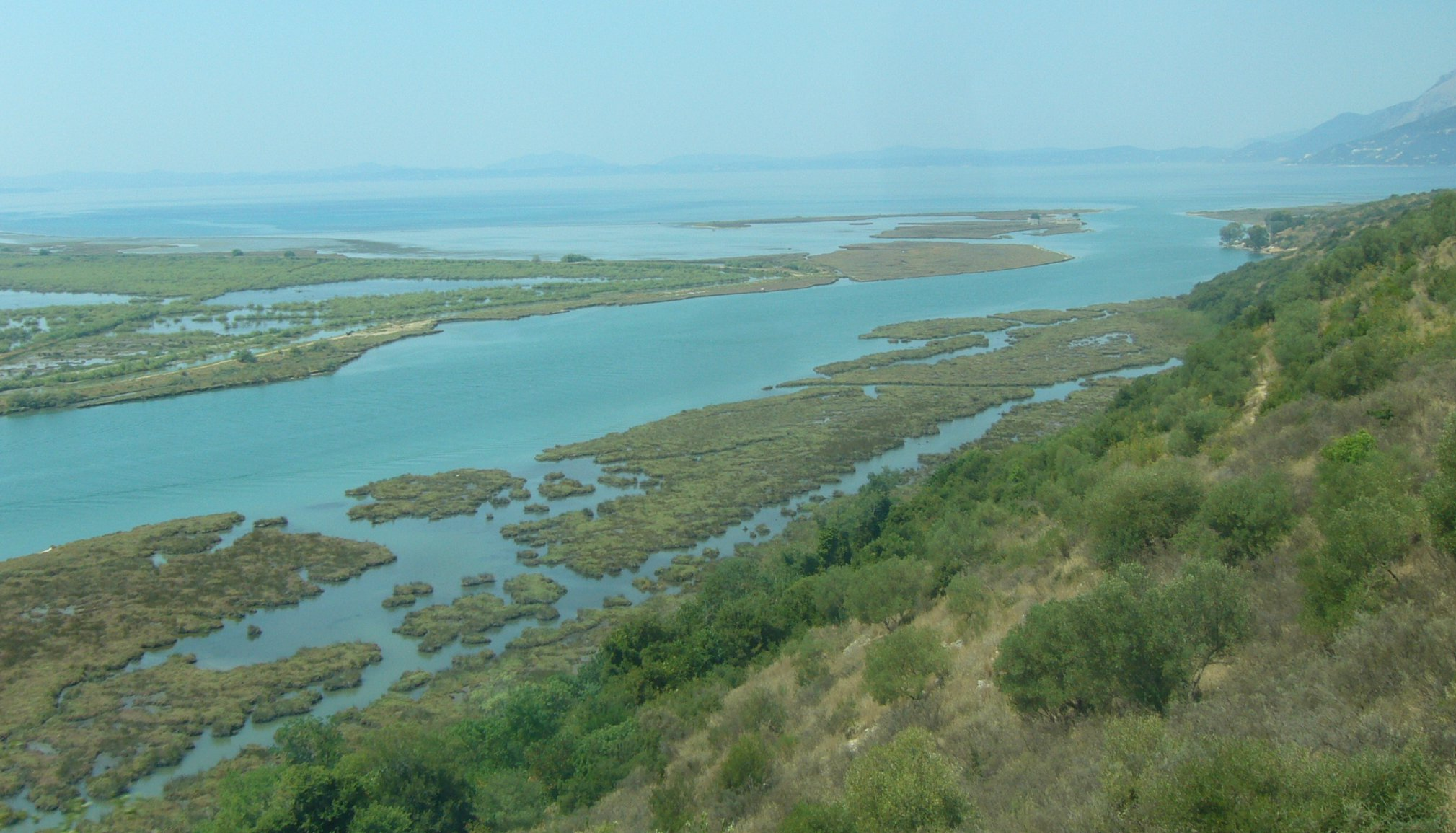
Canal Vivari na Albânia, ligação do Lago Butrint com o estreito de Corfu.

Em geografia física, um canal é o limite físico de um rio, lamaçal ou estreito de oceano consistindo de um fundo e bancos.
Em um contexto náutico de maior dimensão, como um nome de lugar geográfico, o termo canal é outra palavra para estreito, que é definido como um corpo de água relativamente estreito que liga dois corpos de água maiores. Neste contexto, náutico, os termos estreito, canal, sound, e passagem são sinônimos e, geralmente, permutáveis. Por exemplo, em um arquipélago, a água entre ilhas geralmente é chamada de um canal ou passagem. O Canal da Mancha é o estreito entre a Inglaterra e França.